# Tuffi ai campionati europei di nuoto 2016
Le gare di tuffi ai Campionati europei di nuoto 2016 si sono svolte dal 9 al 15 maggio 2016 presso il London Aquatics Centre di Londra. In questa edizione sono state aggiunte le competizioni del sincro misto dal trampolino 3 m e dalla piattaforma 10 m.

## Calendario
Orario locale (UTC+0).
| Data           | Ora   | Evento                                   |
| -------------- | ----- | ---------------------------------------- |
| 9 maggio 2016  | 19:30 | Finale gara a squadre                    |
| 10 maggio 2016 | 12:00 | Eliminatorie trampolino 1 m maschile     |
| 10 maggio 2016 | 19:30 | Finale trampolino 1 m maschile           |
| 10 maggio 2016 | 19:30 | Finale piattaforma 10 m sincro femminile |
| 11 maggio 2016 | 12:00 | Eliminatorie trampolino 1 m femminile    |
| 11 maggio 2016 | 20:00 | Finale trampolino 1 m femminile          |
| 11 maggio 2016 | 20:00 | Finale trampolino 3 m sincro misto       |
| 12 maggio 2016 | 11:30 | Eliminatorie trampolino 3 m maschile     |
| 12 maggio 2016 | 19:30 | Finale trampolino 3 m maschile           |
| 12 maggio 2016 | 19:30 | Finale piattaforma 10 m sincro maschile  |
| 13 maggio 2016 | 12:30 | Eliminatorie piattaforma 10 m femminile  |
| 13 maggio 2016 | 19:30 | Finale piattaforma 10 m femminile        |
| 13 maggio 2016 | 19:30 | Finale trampolino 3 m sincro maschile    |
| 14 maggio 2016 | 10:00 | Eliminatorie trampolino 3 m femminile    |
| 14 maggio 2016 | 15:30 | Finale trampolino 3 m femminile          |
| 14 maggio 2016 | 15:30 | Finale piattaforma 10 m sincro misto     |
| 15 maggio 2016 | 10:00 | Eliminatorie piattaforma 10 m maschile   |
| 15 maggio 2016 | 15:30 | Finale trampolino 3 m sincro femminile   |
| 15 maggio 2016 | 15:30 | Finale piattaforma 10 m maschile         |

## Podi

### Uomini
| Evento                      | Oro                                          | Punteggio | Argento                                      | Punteggio | Bronzo                                      | Punteggio |
| Tuffi individuali           |                                              |           |                                              |           |                                             |           |
| Trampolino 1 m (dettagli)   | Illja Kvaša                                  | 439.70    | Giovanni Tocci                               | 414.30    | Constantin Blaha                            | 402.55    |
| Trampolino 3 m (dettagli)   | Evgenij Kuznecov                             | 497.90    | Jack Laugher                                 | 473.60    | Illja Kvaša                                 | 463.85    |
| Piattaforma 10 m (dettagli) | Thomas Daley                                 | 570.50    | Viktor Minibaev                              | 524.60    | Nikita Šlejcher                             | 480.90    |
| Tuffi sincronizzati         |                                              |           |                                              |           |                                             |           |
| Trampolino 3 m (dettagli)   | Gran Bretagna Jack Laugher Christopher Mears | 456.81    | Russia Il'ja Zacharov Evgenij Kuznecov       | 445.23    | Ucraina Illja Kvaša Oleksandr Horškovozov   | 439.86    |
| Piattaforma 10 m (dettagli) | Germania Sascha Klein Patrick Hausding       | 445.26    | Gran Bretagna Thomas Daley Daniel Goodfellow | 444.30    | Ucraina Oleksandr Horškovozov Maksym Dolhov | 429.75    |

### Donne
| Evento                      | Oro                                     | Punteggio | Argento                                       | Punteggio | Bronzo                                 | Punteggio |
| Tuffi individuali           |                                         |           |                                               |           |                                        |           |
| Trampolino 1 m (dettagli)   | Tania Cagnotto                          | 284.15    | Elena Bertocchi                               | 281.30    | Nadežda Bažina                         | 280.75    |
| Trampolino 3 m (dettagli)   | Tania Cagnotto                          | 360.60    | Uschi Freitag                                 | 330.60    | Grace Reid                             | 328.55    |
| Piattaforma 10 m (dettagli) | Julija Prokopčuk                        | 385.90    | Tonia Couch                                   | 352.70    | Georgia Ward                           | 325.05    |
| Tuffi sincronizzati         |                                         |           |                                               |           |                                        |           |
| Trampolino 3 m (dettagli)   | Italia Tania Cagnotto Francesca Dallapé | 327.81    | Gran Bretagna Alicia Blagg Rebecca Gallantree | 319.32    | Russia Nadežda Bažina Kristina Ilinykh | 304.20    |
| Piattaforma 10 m (dettagli) | Germania Maria Kurjo My Phan            | 279.75    | Ucraina Hanna Krasnoshlyk Vlada Tacenko       | 278.01    | Ungheria Villő Kormos Zsófia Reisinger | 274.74    |

### Misti
| Evento                      | Oro                                    | Punteggio | Argento                                        | Punteggio | Bronzo                                   | Punteggio |
| Tuffi sincronizzati         |                                        |           |                                                |           |                                          |           |
| Trampolino 3 m (dettagli)   | Gran Bretagna Grace Reid Thomas Daley  | 321.06    | Italia Tania Cagnotto Maicol Verzotto          | 308.70    | Russia Nadežda Bažina Nikita Šlejcher    | 305.28    |
| Piattaforma 10 m (dettagli) | Ucraina Julija Prokopčuk Maksym Dolhov | 323.70    | Gran Bretagna Georgia Ward Matthew Lee         | 318.24    | Russia Yulia Timoshinina Nikita Šlejcher | 307.68    |
| Squadra (dettagli)          | Russia Nadežda Bažina Viktor Minibaev  | 413.30    | Ucraina Julija Prokopčuk Oleksandr Horškovozov | 396.40    | Gran Bretagna Georgia Ward Matty Lee     | 353.85    |

## Medagliere
| Pos.   | Paese         | Oro | Argento | Bronzo | Totale |
| ------ | ------------- | --- | ------- | ------ | ------ |
| 1      | Gran Bretagna | 3   | 5       | 3      | 11     |
| 2      | Italia        | 3   | 3       | 0      | 6      |
| 3      | Ucraina       | 3   | 2       | 3      | 8      |
| 4      | Russia        | 2   | 2       | 5      | 9      |
| 5      | Germania      | 2   | 0       | 0      | 2      |
| 6      | Paesi Bassi   | 0   | 1       | 0      | 1      |
| 7      | Austria       | 0   | 0       | 1      | 1      |
| 7      | Ungheria      | 0   | 0       | 1      | 1      |
| Totale | Totale        | 13  | 13      | 13     | 39     |